# Alexandra Dulgheru
Alexandra Dulgheru (n. 30 mai 1989, București, România) este o jucătoare de tenis din România. A debutat în tenisul profesionist în 2005, dar a jucat primul turneu WTA abia în 2009, la Varșovia, competiție pe care avea să o și câștige de două ori. Cea mai bună clasare în ierarhia mondială a fost locul 26, ocupat în aprilie 2011.

## Carieră

### Începutul
Alexandra Dulgheru a început tenisul la vârsta de patru ani. Cel mai bun rezultat la junioare a fost realizat în turneul de la Wimbledon, în 2006, unde a ajuns până în sferturile de finală. 

### 2009

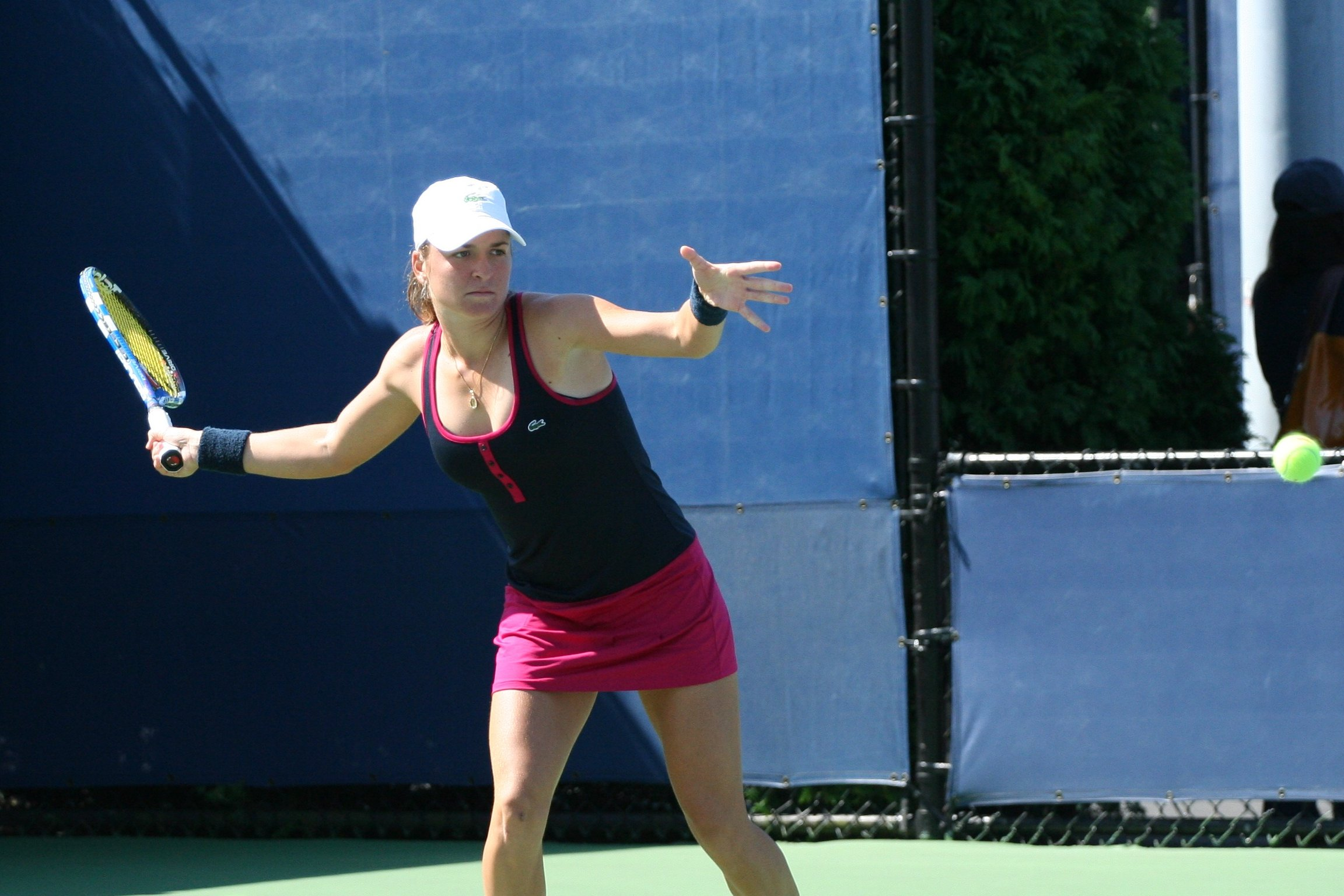
Alexandra Dulgheru la US Open 2009

Anul 2009 a adus debutul Alexandrei în turneele WTA, prima competiție la care a participat fiind Openul de la Varșovia, la care a luat startul în calificări. Pe tabloul principal a trecut pe rând de Agnes Szatmari, Sara Errani și Galina Voskoboeva, ajungând în semifinale. În această fază a înfruntat-o pe a 36-a jucătoare a lumii, Daniela Hantuchová, fostă locul cinci mondial, de care a trecut cu 6-4, 6-7(2), 6-1. În finală, Dulgheru a trecut de Alona Bondarenko cu 7-6(3), 3-6, 6-0, obținând astfel primul titlu WTA la chiar primul turneu.

### 2010
La Internaționalele Italiei de la Roma, Dulgheru a obținut prima victorie a carierei în fața unei jucătoare dintre primele 10 ale lumii, trecând în turul doi de numărul trei mondial, Dinara Safina, cu 6-4, 6-7(5), 6-1. În săptămâna imediat următoare și-a mai adăugat în palmares o victorie de prestigiu, la Madrid, unde a învins-o pe a șasea jucătoare în ierarhia WTA, Elena Dementieva, tot în turul doi, cu 6-1, 3-6, 7-5.
Jumătatea lunii mai a adus al doilea trofeu din cariera Alexandrei, obținut la fel ca și primul la Varșovia. Românca și-a apărat titlul în turneul polonez, după ce a trecut printre altele de Katerina Bondarenko, favorită șapte, în primul tur, și de chinezoaicele Na Li în semifinale și Jie Zheng în finală, două jucătoare aflate între cele mai bune 25 ale lumii.

## Rezultate
| Legendă                        |
| Turnee de Grand Slam (0)       |
| Turneul Campioanelor (0)       |
| Turnee Premier Obligatorii (0) |
| Premier 5 (0)                  |
| Premier (1)                    |
| Internațional (0)              |

### La simplu

#### Titluri
| Nr. | Data        | Turneu   | Suprafața | Adversar în finală | Scor             |
| 1.  | 23 mai 2009 | Varșovia | zgură     | Alona Bondarenko   | 7–6(3), 3–6, 6–0 |
| 2.  | 22 mai 2010 | Varșovia | zgură     | Jie Zheng          | 6–3, 6–4         |